# غل أفشان شهر (درميان)
غل أفشان شهر (بالفارسية: گل‌افشان شهر) هي مستوطنة تقع في إيران في قسم درمیان الريفي. يقدر عدد سكانها بـ 85 نسمة بحسب إحصاء 2016.